# Gottgeb Antal
Gottgeb Antal (Pest, 1816 – Budapest, 1883. június 1.) magyar építőmester, fővárosi törvényhatósági bizottsági tag, a 19. század második felében Budapesten épült sok szép palota tervezője, illetve kivitelezője.

## Élete
Három évig szolgált inasként, majd 1837-ben szabadult fel. Vándorlási kötelezettségét előbb Kasselik Ferencnél, majd Wieser Ferencnél teljesítette. 1853-ban mesterjogot kért, amit csupán 1857-ben kapott meg. Az 1850-es évektől kezdve tevékenyen részt vett a főváros közéletében. A törvényhatósági bizottság tagja és az építőmesterek ipartársulatának elnöke volt. 1859–60-ban ő restaurálta és részben át is építette a pesti Kálvin téri református templomot és iskolát. Az 1860-as évek egyik legtöbbet foglalkoztatott építésze volt Budapesten. Számos bérházon kívül ő tervezte a piarista gimnázium belvárosi épületét. Kasselik Ferencnek, a Citadella építőjének irodáját vezette. Halálát tüdőtágulat okozta, 1883. június 1-jén, örök nyugalomra két nappal később a Kerepesi temetőben, a római katolikus egyház szertartásai szerint helyezték. Neje a nála 16 évvel fiatalabb Sorg Katalin volt, akit 1856. április 6-án vett feleségül a Pest-józsefvárosi plébániatemplomban, és akivel 27 éven keresztül élt házasságban.
Korának egyik legtermékenyebb építésze volt, több száz engedélyezési terv maradt utána.

## Munkái

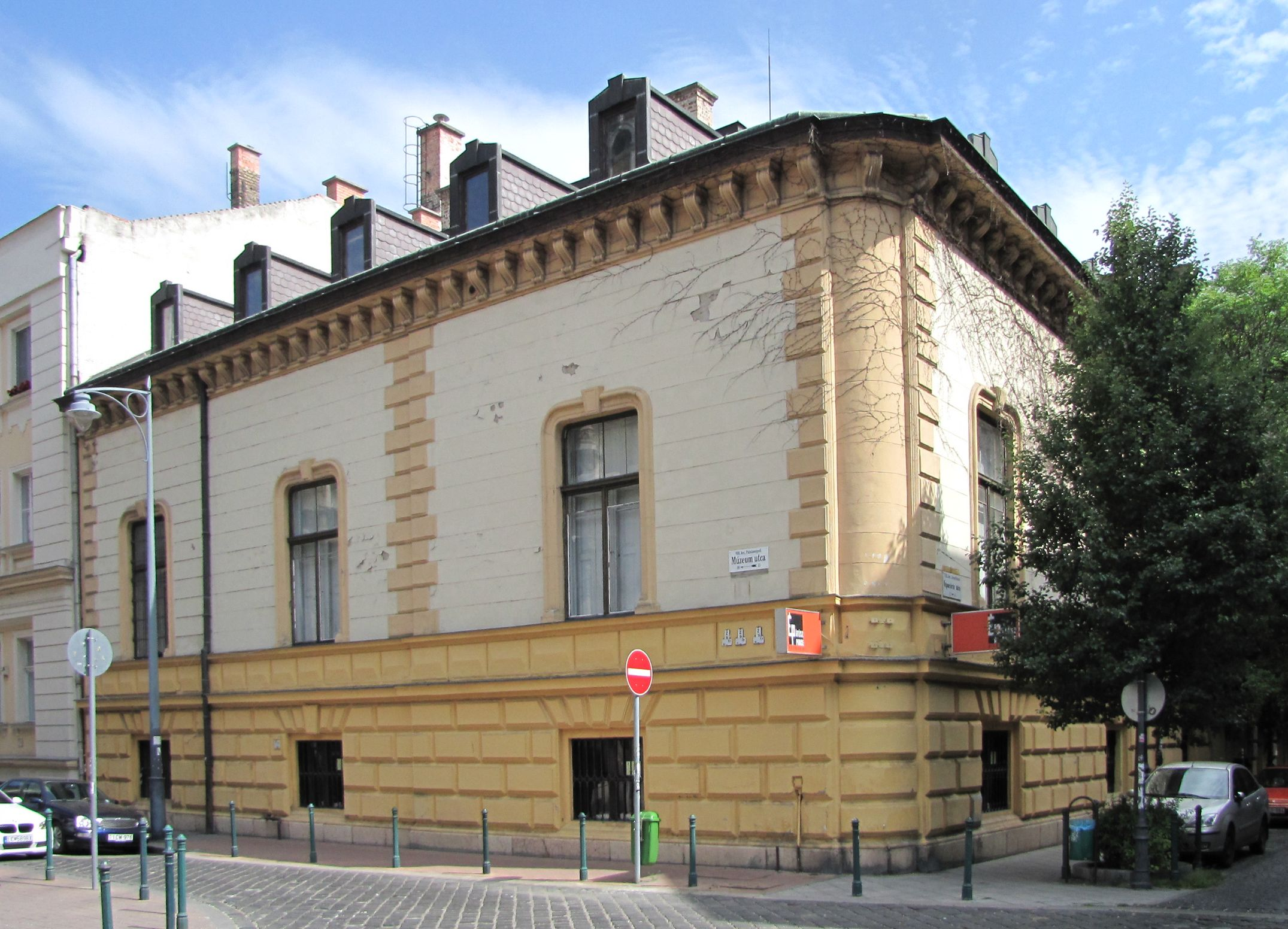
Almásy-palota, Bp. VIII., Ötpacsirta utca 2.

- 1841 – Bp. V., Erzsébet tér 2. Burgman Károly, Türsch Nándor megrendelésére, Hild Józseffel közösen építette.
- 1859 – Gerbeaud-ház (Vörösmarty tér 8–9., Dorottya utca 1.) Hild Józseffel egyeztetett tervekből
- 1860 – Bp. V., Váci utca 81. – Riesinger Teréz kétemeletes házának I. és II. emelete
- 1860 – Bp. VI., Nagymező utca 10. – Pfligler János házára az I. emelet ráépítése, toldalék építése
- 1861 – Bp. V., Nádor utca 14. (Vigyázó Ferenc utca 7.) Mandl-ház. Mandl Joachim számára, romantikus stílusban épített, háromemeletes bérháza. 1943 és 1963 között itt lakott Orbán Ottó.
- 1863 – Bp. VII., Király utca 7. – Wahltier testvérek bérházára három emelet ráépítése
- 1864 – Bp. V., Aranykéz utca 6. – harmadik emelet ráépítése (Hild József tervének kivitele–
- 1865–67: Bp., V. Károlyi utca 12. – Pesti Hazai Első Takarékpénztár székháza (Ybl Miklós tervének kivitele)
- 1866 – Bp. VII., Király utca 27. – Hugmayer és Mihailovits házára második emelet (1910 körül átalakítva)
- 1867 – Bp. VI., Király utca 20. – Kollerich Pál házára harmadik emelet (kivitel, terv?)
- 1869 – Bp. VIII., Mátyás tér– 7–8. Lebontásáig itt állt 1869-ben épített kétemeletes lakóháza.
- 1867–1871 között – az egykori Pest IV., Eötvös téren épült Stein-ház, Stein Náthán számára. A hat csonkagúlában végződő, négyemeletes korai eklektikus stílusú bérpalota északi homlokzatát felül hat kőből faragott kariatida ékesítette. Helyén 1913–45 között a Ritz Szálló (Budapest) állt, amíg Budapest ostromakor le nem égett.
- 1868 – Bp. V., Kecskeméti utca 17. – Incze Mária kétemeletes háza
- 1868 – Bp. VIII., Kőfaragó utca 5. – Áldásy József házára II. emelet ráépítése
- 1869 – Bp. VI., Liszt Ferenc tér 10. – Háromemeletes bérház (terv és kivitel)
- 1870 k. – Bp. VIII. Horánszky u. 3.[6]
- 1870 – Bp. VIII., Gyulai Pál utca 13. – saját, kétemeletes háza
- 1871 – Bp. V., Bajcsy-Zsilinszky út 18. (Szent István tér 16.) – háromemeletes bérház
- 1872 – Bp. V., Magyar utca 18. szám: kétemeletes kora eklektikus ház, második emeletén szélesen futó nyílt erkéllyel. Földszintjén eredeti eklektikus üzletajtó és ablakkeretek láthatóak. Bejárata a Ferenczy utca felől van.
- 1877 – Bp. VIII., Ötpacsirta u. 2.: Almásy-palota, ma az Építőművészek Székháza. Az Almásy család egyszintes palotája, az itáliai villákat idéző belső udvarral.[7] Itt üzemel az Építész Pince nevű étterem is.
- 1880–83 – Bp. V., Papnövelde utca 7. – A pesti szeminárium homlokzatának átalakítása és harmadik emelet ráépítése (Lippert József tervének kivitele)